# Taguatinga EC
Der Taguatinga Esporte Clube, auch kurz TEC genannt, ist ein Sportverein aus Taguatinga, im brasilianischen Bundesstaat Distrito Federal do Brasil.

## Geschichte

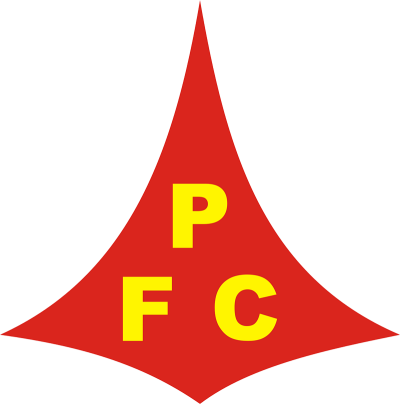
Logo als Pioneira FC

Taguatinga wurde am 1. Juli 1975 als Pioneira Futebol Clube gegründet. Gründer waren japanische Brüder, welche seit 1957 ein landwirtschaftliches Unternehmen in Brasília führten. Der Verein wurde am 15. März 1966 gegründet, um an der Departamento Autônomo da Federação Desportiva de Brasília teilzunehmen, einem ersten Turnier, welches auf Distriktebene für Amateurfußballklubs durchgeführt wurde. Im selben Jahr wurde ein Versuch unternommen, eine Profimannschaft zu formieren, um an der Taça Brasil 1967 teilzunehmen. Dieses scheiterte und der Klub nahm der Autônomo teil. Die Professionalisierung erfolgte dann erst am 18. Februar 1974, dem Datum, das als offizielle Gründung des Vereins gilt. Die Farben des Teams waren Gelb, Grün und Rot.
Am 10. Juni 1974 erhielt er seine Mitgliedschaft vom Federação de Futebol do Distrito Federal (FFDF), dem Fußballverband von Brasília. Sein erstes Spiel in der Distriktmeisterschaft von Brasília bestritt Pioneira am 21. Juli 1974 gegen den AA Relações Exteriores: ein erfolgreiches Debüt mit einem 2:0–Sieg. Darüber hinaus erreichte der Klub die Finalspiele im Dezember. Gegen den Jaguar EC aus Núcleo Bandeirante konnte sich Pioneira mit 3:0 und 2:0 durchsetzen.
Am 1. Juli 1975 hielten die Eigentümer von Pioneira, der Handels- und Industrieverband von Taguatinga und die Regionalverwaltung von Taguatinga, eine außerordentliche Generalversammlung ab, in deren Folge der Klub seinen Sitz verlegte und seinen Namen in Taguatinga Esporte Clube änderte. Bis zu seinem Rückzug aus dem Fußball 1999 trat der Klub bis auf eine Saison in der obersten Liga der Staatsmeisterschaft an und konnte diese noch fünf Mal gewinnen.
In dieser Zeit konnte Taguatinga aufgrund seiner regionalen Erfolge auch an nationalen Wettbewerben teilnehmen, so einmal an der Campeonato Brasileiro de Futebol, der obersten Spielklasse im brasilianischen Fußball. In dieser Taça de Ouro 1982 trat man in der Gruppe G an, kam aber nur zu einem Sieg und erlitt sieben Niederlagen. Im Gesamtklassement belegte der Klub den 42. Platz bei 44 Teilnehmern. Nachdem Taguatinga ausgeschieden war, durfte man noch in der Série B, der zweiten Liga, antreten. In der Taça de Prata 1982 trat der Klub ab dem Achtelfinale an. In diesem war der Gegner der Joinville EC, welcher nach dem 2:2 im Hinspiel das Rückspiel mit 6:0 gewann. Taguatinga wurde als 15. der 48 Klubs gewertet. Es blieb bei dem einen Erstligaauftritt. In der Série B folgten noch drei weitere. Auch im Copa do Brasil, dem nationalen Pokalwettbewerb, trat Taguatinga in vier Ausgaben an.
Aufgrund zu hoher Schulden zog sich der Klub 1999 aus dem professionellen Fußball zurück. Im Mai 2018 wurde bekannt, dass der CA Taguatinga (CAT) eine Kooperation mit dem Taguatinga EC (TEC) eingehen will. Hintergrund war die mangelnde Akzeptanz des CA Taguatinga, während der EC in der Region noch über Anerkennung verfügte. Im Juni 2018 kündigte dann der Präsident des CAT die Fusionierung seines Klubs an und dass die Mannschaft künftig als Taguatinga EC antreten würde. Faktisch trat der TEC künftig mit der Lizenz des CAT an. Noch in dem Jahr trat TEC in der Segunda Divisão der Distriktmeisterschaft an. In der erreichte der Klub die Vizemeisterschaft und stieg in die erste Liga auf. Dort trat der Klub bis einschließlich 2023 an. Seit 2024 spielt er wieder in der Segunda Divisão.

## Teilnahme an Fußballwettbewerben
| Wettbewerb                            | Teilnahmen                                  |
| ------------------------------------- | ------------------------------------------- |
| Série A                               | 1982                                        |
| Série B                               | 4× – 1982, 1989, 1991, 1992                 |
| Série C                               | 3× – 1981, 1988, 1994                       |
| Copa do Brasil                        | 4× – 1990, 1992, 1993, 1994                 |
| Distriktmeisterschaft                 | 29× – 1974, 1976–1996, 1998–1999, 2019–2023 |
| Distriktmeisterschaft Segunda Divisão | 4× – 1997, 2018, 2024–                      |

## Erfolge
- Distriktmeisterschaft von Brasília: 1974, 1981, 1989, 1991, 1992, 1993